# Província de Farah
La província de Farah (Persa: فراه) és una divisió administrativa de l'Afganistan a l'oest del país amb frontera a l'Iran. La capital és la ciutat de Farah. La població és de majoria paixtu i s'estima (2006) en 438.000 habitants; la superfície és de 48.471 km² (la quarta província del país en superfície). Limita al nord amb la província d'Herat, al nord-est amb la de Ghor, al sud-est amb la de Helmand, al sud amb la de Nimroz i a l'oest amb Iran. Hi ha diversos castells i fortaleses repartits per la província. El riu principal és el riu Farah que la creua de nord-est a sud-oest però també la reguen el Harut i el Kash.
Administrativament està dividida en 11 districtes:

Districtes de la Província de Farah

- Anar Dara
- Bakwa
- Bala Buluk
- Farah

- Gulistan
- Kaki Safed
- Kala-i Kah
- Lash Wa Juwayn
- Pur Chaman
- Pusht Rod
- Shib Koh